# 창희
창희(昌豨, ?~206년)는 후한 말기 태산의 산적들을 이끌던 장수 중 하나이다. 조조(曹操)에 반기를 들고 싸웠으나 토벌당해 죽었다.

## 생애
198년 여포(呂布)가 소패(小沛)를 공격하여 유비(劉備)를 서주에서 내쫓았을 때, 창희는 장패(臧覇)등과 함께 여포에게 귀부했다. 여포가 죽은 후, 유비는 조조에게 가 있다가 근거지를 잃고 하북으로 도망가는 원술(袁術)을 공격했으나 원술은 유비의 공격을 피해 달아나 버렸다. 유비는 함께 온 조조의 장수 주령(朱靈)을 돌려보낸 후 서주자사 차주(車冑)를 죽이고 서주를 차지했다. 이때 창희는 유비를 도와 주었으나, 200년 봄 조조가 서주를 공격했을 때 조조군에게 패배하였다.
201년 조조는 하후연(夏候淵)과 장료(張遼)를 보내 동해(東海: 산동성 지역)에서 버티고 있던 창희를 공격하게 했다. 그러나 창희가 굳게 지켰기 때문에 별다른 전과를 올리지 못했다. 이윽고 군량이 떨어져 회군하게 되자, 장료는 하후연에게 창희를 설득해 보겠다고 하고 직접 창희의 본거지로 찾아갔다. 장료는 창희를 설득해서 조조에게 귀순할 것을 청하고, 또 창희의 가족들을 만나 인사를 드렸다. 장료에게 설득당한 창희는 장료를 따라 조조에게 갔다. 조조는 창희의 귀순을 받아들이고 본거지로 돌려보냈다.
206년 창희는 다시 조조에게 반기를 들었는데, 그 까닭은 알려져 있지 않다. 조조는 우금(于禁)과 장패를 보내 토벌하게 했다. 궁지에 몰린 창희는 우금과의 옛 교분을 생각하고 조조군에 항복했다. 그러나 우금은 창희를 조조에게 보내지 않고 눈물을 흘리며 자신이 직접 창희를 처형했다.

## 《삼국지연의》에서의 창희
삼국지연의에서의 창희는 다른 산적 두령들과 함께 소관(蕭關)을 지키고 있다가 부하 3만을 이끌고 여포를 치러 쳐들어오던 조조군을 공격했으나, 허저(許褚)의 용맹을 당해내지 못하고 패배했다.
여포가 죽고 그의 세력이 멸망한 후, 조조는 장패를 귀순시키고 장패로 하여금 태산의 다른 장수들을 설득하게 하였다. 다른 장수들은 모두 조조에게 귀부했으나 창희만은 이를 따르지 않은 것으로 나오며, 그 뒤로는 등장하지 않는다.